# 27432 Kevinconley
27432 Kevinconley este o planetă minoră (asteroid), cu un diametru de 5,454 km, din centura de asteroizi. A fost descoperită pe 27 martie 2000 la Stația Anderson Mesa de Lowell Observatory Near-Earth-Object Search. 
Obiectul prezintă o orbită caracterizată de o semiaxă mare de 2,612911 UAi, o excentricitate de 0,21, o înclinație de 3,65514 ° în raport cu ecliptica.